# Azhar Azeez
Azhar Azeez (geboren 1971 in Hyderabad, Indien) ist eine US-amerikanisch-indische Persönlichkeit des Islam in den Vereinigten Staaten. Er ist in der  Nachfolger von Ingrid Mattson und Mohamed Magid seit 2014 Präsident der Islamic Society of North America (ISNA), des größten Dachverbandes der Muslime in Nordamerika. 
Azhar Azeez wurde in Hyderabad, Indien, geboren und zog 1995 in die Vereinigten Staaten. Er hat einen Bachelor-Abschluss in Finanzen von der Osmania University (eine nach Mir  Osman Ali Khan, dem Nizam von Hyderabad benannte indische Universität) und einen Master-Abschluss in Business Administration (MBA). Derzeit ist er Senior National Director der Islamic Relief USA. Er ist seit 2002 Mitglied des ISNA Executive Council und war von 2010 bis 2014 zweimal Vizepräsident der ISNA. Er wurde 2014 zum Präsidenten der ISNA gewählt und 2016 in seine zweite Amtszeit wiedergewählt.
Er war Gründungsmitglied und Präsident des Council on American-Islamic Relations (CAIR) –Dallas/Fort Worth Chapter, wobei Globalmbwatch anmerkt, dass der CAIR Teil der US-Muslimbruderschaft sei.
Er war einer der prominenten Unterzeichner des von der CAIR veröffentlichten Offenen Briefes an al-Baghdadi (Open Letter to Al-Baghdadi).